# Nevest
Nevest es una localidad de Croacia en el ejido del municipio de Unešić, condado de Šibenik-Knin.

## Geografía
Se encuentra a una altitud de 313 m s. n. m. a 366 km de la capital nacional, Zagreb.

## Demografía
En el censo 2011 el total de población de la localidad fue de 103 habitantes.
| Gráfica de población de Nevest 1857-2011                            |
|                                                                     |
| Según los censos de población de la oficina estadística de Croacia. |